# フランシス・ピーズ
フランシス・ピーズ（Francis Gladheim Pease、1881年 - 1938年2月7日）は、アメリカ合衆国の天文学者。大口径望遠鏡など観測機械の設計に加わり、干渉計による恒星の視角の測定、月などの写真天文学に貢献した。球状星団M15のなかに惑星状星雲を発見し、これはPease 1の記号が付けられている。
マサチューセッツ州ケンブリッジに生まれた。シカゴ工科大学で学び、ヤーキス天文台で観測者、光学技術者として、多くの大口径望遠鏡の設計を手がけたジョージ・リッチーの助手を務めた。1908年にウィルソン山天文台の、光学技術者となった。ピーズの設計した観測機械には ウィルソン山天文台の100-inch望遠鏡や、50-foot干渉計がある。
アルバート・マイケルソンの助手を長く勤め、1920年にはマイケルソンとピーズは100-inch望遠鏡に取り付けた干渉計で、赤色巨星ベテルギウスの視角を測定し、エディントンが予測した値に近い0.047"の測定値を得た。後にパロマー天文台の200-inch ヘール望遠鏡を設計し、1928年に球状星団M15のなかに惑星状星雲を初めて発見した。